# Marina Donato
Marina Donato (Roma, 4 luglio 1949 – Roma, 30 luglio 2025) è stata una produttrice televisiva e autrice televisiva italiana.

## Biografia
Diplomata con la maturità classica, ha frequentato il corso di laurea in lingue e letteratura straniere moderne senza conseguire poi il diploma di laurea. Era la moglie di Corrado, che aveva sposato, dopo 23 anni di convivenza, il 27 giugno 1996.

### Attività televisiva
Marina Donato è stata per molti anni produttore del programma televisivo La Corrida e dal 2002 ne è stata la curatrice. Nel 1972 inizia a lavorare come segretaria di redazione in un periodico cattolico, ma nel 1973 inizia la collaborazione con Corrado in una società di organizzazione di spettacoli itineranti, collaborazione che si svilupperà per 10 anni. Nel 1982 inizia così il suo percorso televisivo come produttore esecutivo per il programma Il pranzo è servito, per più di 2.000 puntate (1982-1992), oltre che La cena è servita (1992-93). Nel 1983-84 è produttore esecutivo di Ciao gente!, game show per Canale 5 in 38 puntate, nel 1985 è produttore esecutivo, con la collega Iole Fiori, di Buona Domenica, con Corrado e Maurizio Costanzo. Nel 1986 è produttore esecutivo de Il buon paese, game show in 45 puntate, condotto da Claudio Lippi, mentre nel 1987 inizia, come produttore esecutivo, la serie delle 10 edizioni della Corrida, per diventare poi coautore negli anni a seguire.
Lavora anche nel programma Sì o no (1993-1994). Nel 1996 è coautore di Tira & Molla, con Paolo Bonolis (dal 1996 al 1998), e nel programma Il gatto e la volpe (1997). Nel 2000-2001 è produttore esecutivo per "Aran Endemol" del programma La prova del cuoco. Dal 2002 è curatrice e coautore della nuova edizione de La Corrida, condotta da Gerry Scotti. Nel 2007 mette in funzione una società di produzioni televisive, già fondata due anni prima la Corìma con sede a Roma, che insieme a RTI produce La Corrida e da settembre 2008 anche Forum. Dal 2008 la Donato, insieme al suo socio Massimiliano Lancellotti e Stefano Bartolini è titolare dei diritti della trasmissione Portobello, show condotto in passato da Enzo Tortora e ripreso, sempre dalla Rai, a partire dal mese di ottobre 2018 e presentato da Antonella Clerici.
Dal 2018 al 2020 Corìma ha coprodotto, con Magnolia, tre edizioni de La Corrida, presentate da Carlo Conti. L'edizione del 2020 dopo due puntate si è interrotta a causa della pandemia da COVID-19.
Dal 28 giugno al 10 settembre 2021 Corìma ha coprodotto, con la Rai, lo storico programma Il pranzo è servito, condotto da Flavio Insinna.
Da settembre 2024 ha curato, sempre per la società Corìma e in coproduzione con Banijay, la produzione de La Corrida, trasmessa sul Nove, con la conduzione di Amadeus.

### Morte
È morta nella notte del 30 luglio 2025, all'età di 76 anni, al policlinico Umberto I, in seguito a un malore che l'aveva colta mentre si trovava a cena in un ristorante romano. I funerali si sono svolti, dopo tre giorni, nella basilica di Santa Maria degli Angeli e dei Martiri, in piazza della Repubblica a Roma.

## Programmi televisivi
- Il pranzo è servito (Canale 5 e Rete 4, 1982-1993; Rai 1, 2021)
- Ciao gente! (Canale 5, 1983-1984)
- Buona Domenica (Canale 5, 1985)
- Il buon paese (Canale 5 e Rete 4, 1985-1986)
- La Corrida - Dilettanti allo sbaraglio (Canale 5, 1986-1997 e 2002-2011; Rai 1, 2018-2020; Nove, 2024)
- Sì o no (Canale 5, 1993-1994)
- Tira & Molla (Canale 5, 1996-1998)
- Il gatto e la volpe (Canale 5, 1997)
- La prova del cuoco (Rai 1, 2000-2001)
- Forum (Canale 5, e Rete 4, 2008-2025)